# Plexaura volvata
Plexaura volvata is een zachte koraalsoort uit de familie Plexauridae. De koraalsoort komt uit het geslacht Plexaura. Plexaura volvata werd in 1917 voor het eerst wetenschappelijk beschreven door Kunze. 